# Aprostocetus flavellus
Aprostocetus flavellus är en stekelart som först beskrevs av Girault och Alan Parkhurst Dodd 1915.  Aprostocetus flavellus ingår i släktet Aprostocetus och familjen finglanssteklar. Inga underarter finns listade i Catalogue of Life.